# Turów (województwo mazowieckie)
Turów – wieś w Polsce położona w województwie mazowieckim, w powiecie wołomińskim, w gminie Wołomin. Ma status sołectwa. Od 1993 podzielona, jej zachodnia część znajduje się w granicach Kobyłki.
W latach 1867–1928 wieś w gminie Radzymin, a 1928–1954 w gminie Kobyłka w powiecie radzymińskim. 20 października 1933 utworzyła gromadę Turów w granicach gminy Kobyłka, składającą się z samej wsi Turów.
Od 1 lipca 1952 w powiecie wołomińskim. Tego samego dnia włączony do gminy Zielonka.
W związku z reorganizacją administracji wiejskiej jesienią 1954 Turów wszedł w skład gromady Ossów, a po jej zniesieniu w skład gromady Wołomin.
W 1971 roku Turów liczył 825 mieszkańców.
W związku z reaktywowaniem gmin 1 stycznia 1973 Turów wszedł w skład nowo utworzonej gminy Wołomin. 1 czerwca 1975 gmina weszła w skład stołecznego województwa warszawskiego.
1 stycznia 1993, 132,40 ha wsi Turów włączono do Kobyłki, tworząc z niej kobyłeckie osiedle Turów. Osiedle to połączono z kobyłecką częścią przedzielonej na dwie części wsi Kobylak, którą tego samego dnia również wyłączono (w całości) z gminy Wołomin. Drugą (większą) część Kobylaka włączono do Zielonki, gdzie utworzyła dzielnicę Kobylak.